# Brecknock (distrikt)
Brecknock var ett distrikt i grevskapet Powys, i Wales. Detta distrikt hade 41 500 invånare år 1992. Distriktet upprättades den 1 april 1974 genom att borough Brecon, stadsdistrikten Builth Wells, Hay och Llanwrtyd Wells, landsdistrikten Brecknock, Builth, Hay och Ystradgynlais slogs ihop med del av landsdistrikten Crickhowell och Vaynor and Penderyn. Det avskaffades 1 april 1996 och blev en del av Powys.